# Akkereinden
Akkereinden is een voormalige buurtschap in het kerspel Siddeburen, nu gemeente Midden-Groningen. Het plaatsje lag ten westen van de Damsterweg en in de voormalige Ruigsterpolder. Sinds 1800 stond hier ook de Loegstermolen. De buurt bestond voornamelijk uit een handvol boerderijen op een pleistocene opduiking, dicht bij het Schildmeer. 
De buurtschap werd in de middeleeuwen tot Uiterburen gerekend en vormde een tegenhanger van de Benedenburen in Hellum en de Uiterburen in Schildwolde.
In de kerkboeken van Siddeburen komt de aanduiding bij de Akkerenden sinds 1686 voor; ook in Hellum worden in 1785 en 1786 enkele dopelingen op de Akkerenden vermeld. Akker-Einde was tevens sinds 1821 een kadastrale sectie. Enkele huizen lagen in het Schildland, nog dichter bij het Schildmeer. De inwoners van dit gebied werden in de 17e eeuw de Schiltjers genoemd.
Rond 1900 had Akkereinden 29 huizen met 143 inwoners. Een deel van deze huizen stond aan laantjes die vanuit de Hoofdweg noordwaarts liepen.
Het gebied wordt anno 2025 grotendeels tot Hellum gerekend.
Dorpen: Borgercompagnie · Foxhol · Froombosch · Harkstede · Hellum · Hoogezand · Kiel-Windeweer · Kolham · Kropswolde · Luddeweer · Meeden · Muntendam · Noordbroek · Overschild · Sappemeer · Scharmer · Schildwolde · Siddeburen · Slochteren · Steendam · Tripscompagnie · Tjuchem · Waterhuizen · Westerbroek · Woudbloem · Zuidbroek

Buurtschappen: Achterdiep · Akkereinden · Ayngehorn · Beneden Veensloot · Blokum · Bokhörn · Borgweg · Boven Veensloot (deels) · Bovenhuizen · Bovenstreek · Buitenhuizen · Denemarken · Drukkebuurt · Duurkenakker · Eelshuis · Foxham · Foxholsterbosch · Gaarland · Gaarveen · De Hammen · Den Ham · Hamweg · Heerenlaan · Heidenschap · De Hole · Huisweeren · Jagerswijk · Kalkwijk · Kiel · Klein Harkstede (deels) · Kleinemeer · 't Klooster · Korengarst · Kostverloren · Lageland · Langewijk · Leentjer · Lula · Medumertol · Nieuwe Compagnie · Noordbroeksterhamrik · Noordbroeksterveen · Oosterweeren · Oostwold · Oude Verlaat · De Paauwen · Roeksweer · Ruiten · Schaaphok · Schildland ·  Siddebuursterveen · Spitsbergen · Stootshorn · Tusschenloegen · Tussenklappen · Uiterburen · Uitham · Veendijk · Het Veen · 't Veen · Veenhuizen · Vossenburg · Weereweg · Westeind · Wilderhof · Windeweer · Winkelhoek · Wolfsbarge · De Zanden · Zandwerf · Zuiderveen 

Wijk: Gorecht · Gouden Driehoek · Martenshoek · Meerwijck · Ruitershorn · Rengerspark · Sappemeer-Noord · De Vosholen · Woldwijck · Zuiderpark

Groningen: Steden en dorpen      Nederland: Provincies · Gemeenten